# Jan Pleszowski
Jan Pleszowski herbu Bogoria (ur. ok. 1850, zm. 29 stycznia 1909 w Posadzie Sanockiej) – polski urzędnik skarbowy.

## Życiorys
Jan Bogoria Pleszowski urodził się około 1850. Był synem Antoniego.
W okresie zaboru austriackiego w ramach autonomii galicyjskiej wstąpił do służby państwowej ok. 1868. Został urzędnikiem przy starostwie c. k. powiatu brzeskiego, gdzie w urzędzie podatkowym III klasy od około 1869 był praktykantem, następnie od około 1872 oficjałem, potem od około 1873 był adjunktem, w tym charakterze od około 1875 do około 1879 w urzędzie podatkowym II klasy. Od około 1879 był kontrolerem w urzędzie podatkowym (do 1883 II klasy) przy starostwie c. k. powiatu sanockiego. Od około 1884 do 1891 sprawował stanowisko poborcy w urzędzie podatkowym przy starostwie c. k. powiatu żółkiewskiego. W tym okresie pracy w Żółkwi w maju 1887 udaremnił usiłowanie wyłudzenia kwoty 1200 guldenów przez Jana Krzyżanowskiego. Na początku 1890 przystąpił do tamtejszego Towarzystwa im. Stanisława Staszica.
16 listopada 1891 został mianowany starszym poborcą podatków w głównym urzędzie podatkowym przy starostwie c. k. powiatu sanockiego i pracował tam jako poborca w kolejnych latach, od około 1894 do około 1907 jako główny poborca. Został odznaczony Medalem Jubileuszowym Pamiątkowym dla Cywilnych Funkcjonariuszów Państwowych. Po 29 latach służby, w 1897 był dziewiątym najdłużej pracującym urzędnikiem galicyjskim w kategorii swojego stanowiska.
Pełnił mandat radnego rady miejskiej w Sanoku, jako zastępca radnego objął mandat 23 listopada 1893 po ustępującym Józefie Rynczarskim (który nieco wcześniej zastąpił radnego Wacława Szomka), 15 lipca 1897 (powołany w miejsce ks. Józefa Sidora; 28 lutego 1899 ogłoszony zastępcą przewodniczącego komisji finansowej), 1900. Działał w Towarzystwie Pomocy Naukowej w Sanoku, gdzie w czerwcu 1896 został wybrany członkiem komisji rewizyjnej, a w styczniu 1897 został wybrany rewidentem wydziału. W sierpniu 1900 wszedł w skład komitetu mieszczańskiego w Sanoku, zajmującego się wyborami do Sejmu Krajowego Galicji. Pod koniec XIX wieku był członkiem zwyczajnym Macierzy Szkolnej dla Księstwa Cieszyńskiego. Na początku XX wieku był członkiem sanockiego gniazda Polskiego Towarzystwa Gimnastycznego „Sokół”. 
Jego żoną była Zefiryna z domu Kozłowska herbu Jastrzębiec (ur. 1866, córka c. k. urzędnika finansowego Józefa Kozłowskiego, siostra dr Emila Kozłowskiego – od 1890 lekarza miejskiego w Sanoku i lekarza sztabowego C. K. Obrony Krajowej, współzałożycielka w 1893 i działaczka sanockiego koła Towarzystwa Szkoły Ludowej, członkini zarządu Towarzystwa św. Wincentego à Paulo w Sanoku, zm. 17 sierpnia 1921), z którą miał syna Jana Zefiryna Filiberta (ur. 22 sierpnia 1883, zm. 14 grudnia 1883 na zapalenie oskrzeli) oraz córkę Bronisławę Kazimierę Pleszowską-Skalską (ur. ok. 1886, w 1912 pomocnica kancelaryjna).

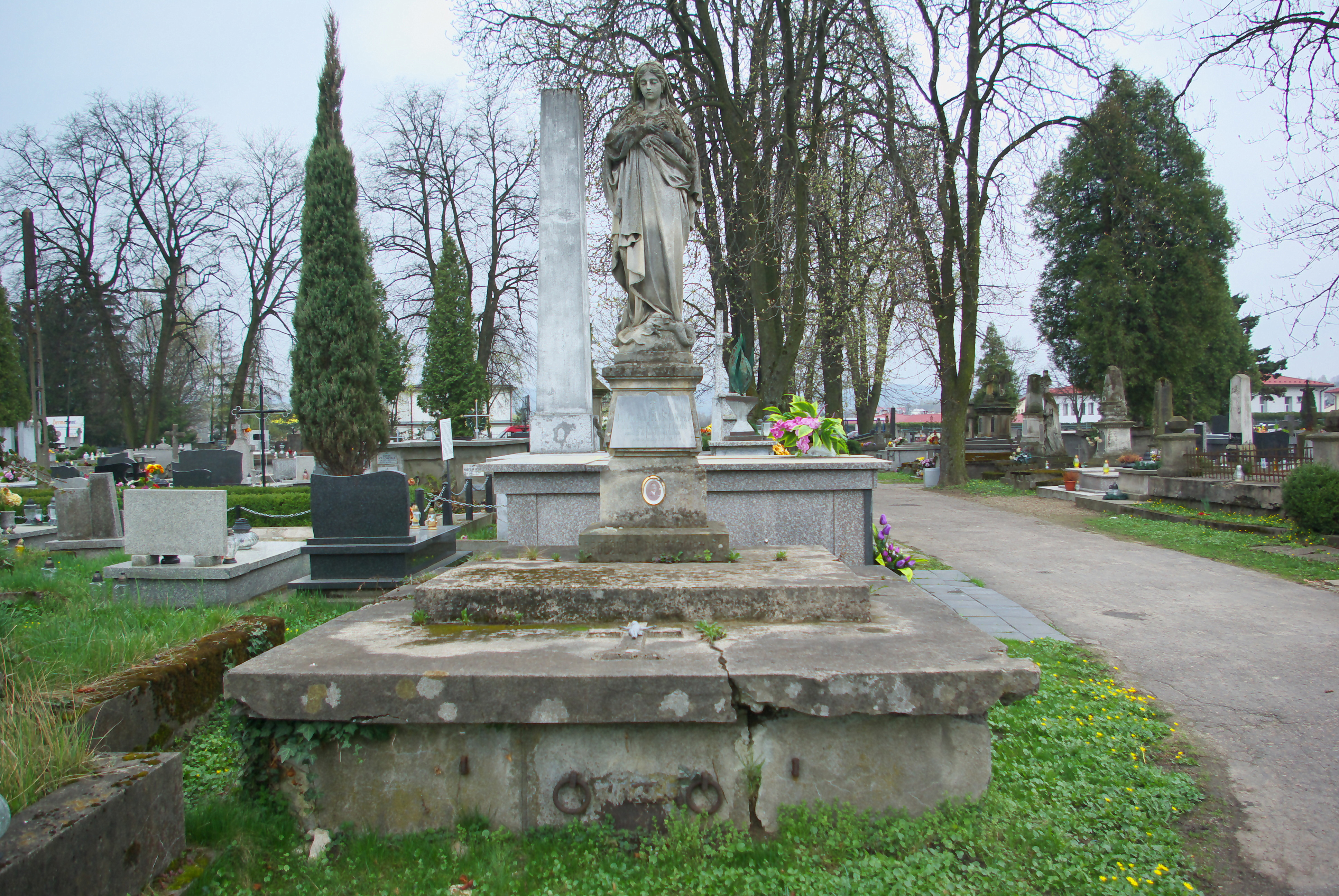
Grobowiec rodziny Pleszowskich

Jan Pleszowski zmarł 29 stycznia 1909 w Posadzie Sanockiej w wieku 59 lat. Po pogrzebie pod przewodnictwem ks. Jana Ubermana został pochowany na cmentarzu przy ul. Rymanowskiej w Sanoku 31 stycznia 1909. Pamięć Jana Pleszowskiego została uczczona podczas wiecu urzędników podatkowych w Sanoku 22 maja 1910. Grobowiec rodziny Pleszowskich, zwieńczony figurą Najświętszej Maryi Panny Niepokalanie Poczętej oraz zdobiony herbem rodowym, wykonał lwowski artysta rzeźbiarz Ludwik Makolondra. Nagrobek został uznany za obiekt zabytkowy i podlega ochronie prawnej.
W drugiej połowie XIX wieku inny Jan Pleszowski był właścicielem tabularnym majątku Przybradz. Był on także znawcą dla dóbr tybularnych przy C. K. Sądzie Obwodowym w Wadowicach.